# Kutno

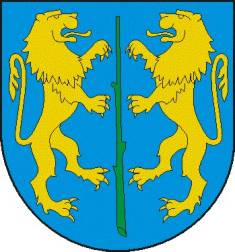
Stemă

Kutno este un oraș în Polonia.